# Amatoriale Italia
Amatoriale Italia è il terzo album discografico in studio del gruppo musicale italiano Luminal, pubblicato nel 2013.

## Il disco
Per questo lavoro il gruppo, originario di Roma si affida all'etichetta discografica Le Narcisse e cambia anche formazione e in parte stile: il gruppo diventa un trio composto da basso, batteria e voce; i testi da visionari si fanno più cupi ed immediati.
L'album viene pubblicato il 5 maggio 2013. Esso è prodotto, registrato e missato da Daniele "ilmafio" Tortora presso il Clivo Studio di Roma e masterizzato da Giovanni Versari presso La Maestà di Forlì.
Il disco tratta il tema della cultura del web in Italia e della vita di un gruppo rock come i Luminal in tale contesto.
Nel 2012 il disco era stato anticipato dalla pubblicazione del primo video del brano Grande Madre Russia in una versione live, seguito dal singolo in studio Lele Mora.
Grazie all'album e al tour seguente il gruppo ha vinto il premio PIMI (organizzato dal Meeting delle etichette indipendenti) nella categoria "miglior gruppo".

## Tracce
1. Donne (Du, du, du) - 2:00
2. Una casa in campagna - 2:43
3. Blues maiuscolo del maniaco su Facebook - 3:35
4. Stella era già una ballerina e stava sempre giù - 2:57
5. Carlo vs. il giovane hipster - 2:36
6. Lele Mora - 00:45
7. Dio ha ancora molto in Serbia per me - 3:19
8. Giovane musicista italiano, vecchio italiano - 2:36
9. Una discografia di Cohen - 3:41
10. Essere qualcun altro - 3:38
11. C'è vita oltre Rockit - 4:16
12. Canzone per Antonio Masa - 3:20 (cover Laghetto)
13. Grande madre Russia - 4:26
14. Il lavoro rende schiavi - 3:53
15. L'aquila reale - 2:26

## Gruppo
- Carlo Martinelli - voce, basso
- Alessandra Perna - basso, voce
- Alessandro Commisso - batteria